# ديفيد لي (شاعر)
ديفيد لي (بالإنجليزية: David Lee)‏ هو شاعر أمريكي، ولد في 1944 في ماتادور في الولايات المتحدة.